# برش‌نگاری
برش‌نگاری یا توموگرافی (به انگلیسی: Tomography) نوعی تصویربرداری سه‌بعدی است. در برش‌نگاری، تصویری که به دست می‌آید تنها سایهٔ دوبعدی از حجمی سه‌بعدی نیست، بلکه عکس برشی از حجم است که ممکن است در هر یک از سه جهتِ فضا باشد. شناخته‌شده‌ترین برش‌نگاری، برش‌نگاری رایانه‌ای یا سی‌تی‌اسکن است که فیزیکدان انگلیسی، گودفری هاونسفیلد، در سال ۱۹۷۲ آن را برای کاربرد در پزشکی پیشنهاد کرد و در سال ۱۹۷۹ جایزه نوبل پزشکی را برای او به ارمغان آورد.
مسئلهٔ بُعد همواره در تاریخ پرتونگاری (رادیولوژی) مطرح بوده‌است. نخستین تجربه برای کنارگذاشتن این کاستی، روش برش‌نگاری بود که تا حد زیادی، تصویر تجمعی را به تصویر توموگرافیک (برش‌نگاشتی) تبدیل کرد.